# 義経 (NHK大河ドラマ)
『義経』（よしつね）は、2005年1月9日から12月11日に放送された44作目のNHK大河ドラマ。原作は宮尾登美子で、脚本は金子成人が手掛けた。主演は滝沢秀明。

## 作品内容と反響
2003年６月11日に制作発表。源義経を主人公として家族の絆・親子の絆をコンセプトに、疑似家族としての主従の絆、貿易立国の建設を目指す平清盛との親子的なつながり、武家政権を樹立するために弟を切らねばならない源頼朝の「政治家」そして「兄」としての葛藤と苦悩などを新しい解釈も取り入れて描いた。清盛・頼朝らとの葛藤や義経の想いを描くにあたって「新しき国」との言葉が何度も用いられ、これが物語上でも重要な要素となっている。
源義経が大河ドラマの題材となるのは1966年の『源義経』以来2回目である。原作は2001年～2004年に発表された宮尾登美子の歴史小説『宮尾本 平家物語』及び『義経』で宮尾原作の大河ドラマ化は初めて。1966年の大河ドラマ『源義経』の作者である村上元三が資料提供として名を連ね、『源義経』で架空の人物として登場したうつぼが本作でも登場し（キャラクター設定は別）、京に住む孤児うつぼを通じた現代の目線からの義経像が描かれた。
原作が「平家物語」であることもあって、平清盛とその妻・時子を中心とした平家一族の描写にも重点がおかれ、時子と清盛の妾となった常盤御前やその娘・能子との関係、清盛の遺言を時子が捏造し、安徳天皇をすり替えるなど一族に対する情念が描かれ、平宗盛の父・清盛との葛藤や弟たちへのコンプレックスなどが丁寧に描写された。一方、家族愛がテーマでありながら、平家に重点をおいたために、主人公・義経の家族関係の描写が希薄となる矛盾が見られている。
滝沢の大河ドラマ出演は『元禄繚乱』（1999年・吉良義周役）以来で、主演は初であった。また、滝沢は『源義経』の主演であった尾上菊之助（現在の七代目尾上菊五郎）が持っていた大河ドラマ単独主演の最年少記録（放送開始時23歳）を更新した（放送開始時22歳）
。
その他に、上戸彩や石原さとみなど旬の若手役者を主要キャストとして起用。また、渡哲也をはじめ、平幹二朗、中井貴一、松平健、松坂慶子、丹波哲郎、高橋英樹など日本を代表する役者が脇を固めた。
メインディレクター・黛りんたろうの独特の美学に基づいた演出は、「時代絵巻」ともいえる美しい映像表現を生み出した。五条の大橋、壇ノ浦の戦い、鶴岡八幡宮での舞といった物語のクライマックスとなる場面において、それぞれ桜、金粉、紅葉を大量に撒き散らす大胆な演出を試みている。最終回での「義経が自害した後、持仏堂の屋根から“白く輝く光”が噴き出す」という演出は脚本の金子成人との打ち合わせで生まれた。
第1回の一の谷の合戦のシーンでは「播磨国一ノ谷」とクレジットが出たが正しくは「摂津国」である。再放送では「摂津国一ノ谷」と訂正された。
本作で幼年期の義経、即ち牛若丸を演じた神木隆之介は『平清盛』（2012年）において源義経役として出演している。作品を変えて、同一人物を演じるというのは『太閤記』と『黄金の日日』での織田信長（高橋幸治）、豊臣秀吉（緒形拳）、『秀吉』と『軍師官兵衛』での豊臣秀吉（竹中直人） 役が有名だが、役者の成長に合わせてのキャスティングは『秀吉』（1996年）と『天地人』（2009年）で石田三成を演じた小栗旬以来である。また、神木は2023年度上半期の連続テレビ小説、『らんまん』で主演を務めたが、これは大河ドラマで主人公の幼少期を演じた俳優が連続テレビ小説で主演を務めた初の事例となっている。
最高視聴率26.9%、平均視聴率19.4%（視聴率は関東地区・ビデオリサーチ社調べ）。

## あらすじ
平治の乱で平清盛に敗れた源義朝の愛妾・常盤御前は、三人の子を連れて京を逃れるが実母が平家方に捕らえられている事を知り、清盛に出頭する。清盛により、末子・牛若（後の義経）との生活を許された常盤であったが、清盛との関係がその正妻・時子の知るところとなり、常盤は清盛の元を去り、牛若は鞍馬寺に預けられる事になった。
清盛を実の父と信じて疑わず、清盛が目指そうとする「新しき国」に淡い憧れを抱いていた牛若は、自分がその敵である義朝の子である事を知り、愕然とする。やがて逞しい青年へと成長し、奥州の藤原秀衡のもとへ身を寄せた義経は、兄・頼朝のもとへ参じて源平の戦いに身を投じる。
しかし、清盛をはじめとする平家方を敵と割り切る事ができない。そして同じ源氏である木曽義仲と戦わねばならない葛藤…、兄弟としての情を求める義経は武家政権のリーダーとして理を重んじる頼朝と徐々にすれ違っていくようになる。

## 登場人物

### 義経周辺の人々

#### 義経主従
- 牛若→遮那王→源義経：上井聡一郎→神木隆之介→滝沢秀明
平治の乱で父・義朝が敗れ、母・常盤が清盛の元に投降したため、幼少期を清盛の元で過ごす。そのため清盛を自分の父親と思い、清盛も牛若に好意的に接していた。後に鞍馬寺に預けられ僧になるべく暮らしていたが、源行家から自らの出生の秘密を知らされる。それから武士として生きることを志し、密かに寺を抜け出し藤原秀衡を頼って奥州に向かう。その途上で元服して義経と名乗る。武道に非常に秀でており戦場では獅子奮迅の働きをする正に「武の人」ではあるが、平素の言動は丁寧で上品である。家来達からは「御曹司」、のちに｢殿｣と呼ばれる。武術の腕とは対照的に、政治的な（頭脳的な）駆け引きは苦手である。兄・頼朝の下に参陣。頼朝を主と仰ぎ平家を倒す功労者になったものの、戦後処理の行き違いと弟として自分を扱ってくれない頼朝への不満が募り、価値観の相違で悲劇のヒーローとなってゆく。
- 武蔵坊弁慶：松平健[3]
無実の罪で寺を追われた事により、その鬱憤を晴らすため道行く人から刀を奪うようになる。あと一本で1,000本になるという時に義経に負けたことで、義経の家来になる。以降は文武の才覚を活かして命懸けで義経を守るようになり、その最期も義経を庇いながら立ったまま亡くなるという壮絶なものだった。
- 伊勢三郎：南原清隆
非常に口が達者で「蟹」という渾名で呼ばれる。源氏方の武士が出自であると自称。野盗として義経を襲撃するが、撃退され投降。義経が拠点を移す度に率先して地元の民を楽しませて交流した。本作では奥州まで義経に付き従い、最期は衣川で落命した。
- 駿河次郎：うじきつよし
元は駿河国の漁師。兄がいたが袂を分かつ。義経主従の中ではムードメーカーとしての側面を強く持ち、壇ノ浦などの海上戦で腕を振るった。義経に従い衣川で最期を遂げる。
- 喜三太：伊藤淳史
うつぼや義経とは幼馴染で、うつぼに密かな恋心を抱いている。義経の命を狙ったこともあるが、主従の中では喜三太が最古参で義経に馬術を指導する。最期は衣川で落命。
- 佐藤継信：宮内敦士
奥州藤原氏の家臣。当初は秀衡の命で送り込まれた目付役であったが、秀衡の命で奥州を離れる義経に従う。屋島の戦いで義経の身代わりに矢を受けて討死。
- 佐藤忠信：海東健
継信の弟。縁談を断った義経に抗議に行くのが初登場で、兄に比べると直情型。義経が奥州を去る際に秀衡から兄・継信と共に預けられる。静が義経と別れる際に静の警護を任されるが、守りきることができなかった。鎌倉方から静を奪い返そうとして鎌倉方の武士に討たれる。
- 鷲尾三郎→鷲尾義久：長谷川朝晴
一の谷の合戦の折、義経から地形などを尋ねられ鵯越えの作戦を思いつかせる。主従の中では最も遅く加入し、壇ノ浦の戦いの後に「義久」の名を賜った。衣川で落命。

#### 義経をめぐる人々
- うつぼ：守山玲愛→上戸彩
義経の幼馴染で、義経を長年にわたって見守る。神出鬼没で、京から奥州に「来てしまったよ」と現れることもあった。
- 静：石原さとみ
義経の愛妾で白拍子。追われていたところを助けたことが縁で義経と出会い、やがて相思相愛の仲となる。義経が頼朝と対立した際には義経主従と共に逃れるが、子を宿していたこともあり、吉野で義経一行と別れる。その後捕らえられ鎌倉に送られる。義経を思い慕う心は政子を感心させた。
- 常盤：稲森いずみ
義経と能子の母。平治の乱で夫・義朝が敗れ、京から逃れると牛若ら子をつれて敵方に投降。清盛を前に必死に命乞いをする。その美貌を清盛に見初められ、牛若らの命を助けることとなるとともに清盛との間に能子をもうける。しかし時子に嫌われるなど、平家の雰囲気にいたたまれなくなり一条長成に再嫁。源平合戦のさなかに病に倒れるが朝廷が未だ武士を軽視ないし敵視する傾向にあったことから、長成に迷惑がかからぬよう自分達が暮らす館へは決して見舞いに来てはならぬと伝え、逆に義経の顔を見ようと病を押して自ら出向いた。それから程なくして亡くなり、その報は義経のみならず既に都落ちしていた平家の能子にも伝えられた。
- 源義朝：加藤雅也
義経、頼朝らの父。平治の乱で清盛に敗北し、東国に逃れる途中尾張で郎党の寝返りによって殺された。京の街を後にする際、常盤に義経ら子供のことを託す。
- 金売り吉次：市川左團次
商人で、義経が奥州に向かう際に手引きをし、義朝最期の地である尾張で義経が自ら執り行った元服の場にも立ち会った。
- あかね：萬田久子
吉次の妻。
- 覚日律師：塩見三省
鞍馬寺の僧。武士になりたいという義経を快く送り出す。
- 鬼一法眼：美輪明宏
義経が鞍馬寺にいた頃の武術の師匠。全身白づくめの修験者のようないでたちで、公家化粧をしている。義経がまだ遮那王という名だった頃、鞍馬山の森の中に現れる。その後、源行家より出生の秘密を聞かされた遮那王に対し、「許すこともなく、あるがままに受け入れるのじゃ」と言い、彼に人生の生き方と剣術を教える。妖術・幻術を使い、それは遮那王の修行の際に活かされた。神出鬼没で、白い光と共に現れる。遮那王との別れの際小刀を渡し、「懺悔懺悔 六根清浄」と唱えながら姿を消す。
- 千鳥：中島知子
漁師の娘。弁慶の恋人となる。
- まごめ：高野志穂
義久の妹・三郎の恋人。
- 磯禅師：床嶋佳子
静の母。元白拍子。
- 萌：尾野真千子
義経の正室。有力御家人の娘で頼朝の乳母の比企尼の孫で義経の忠誠心を試す為に鎌倉から送られる。
- 一条長成：蛭子能収
京都の貴族。常盤の再婚相手。
- 今若：中村陽介 / 乙若：吉川史樹
義経の同母兄たち。
- 杢助：水島涼太
千鳥の父で漁師。彼がかつて湛増を助けた事が縁で、弁慶による交渉に繋がる。

### 源氏

#### 鎌倉方
- 源頼朝：池松壮亮→中井貴一
義経の異母兄で義朝の子。平治の乱で父と共に戦うが敗れ、捕われるも命は助けられ伊豆に流される。その後は妙に飄々とした態度を取りながら流人生活を送っていたが、源行家から平家討伐の書状を受け取り、石橋山の合戦で挙兵。後に義経の合流もあり平家討伐に成功する。平氏討伐は義経や範頼に任せ、鎌倉を拠点として後の鎌倉幕府の基礎作りをした。
義経に対して兄弟の情を捨て、あくまで一家臣として接しようとした。義経が頼朝に無断で後白河法皇から官位を受けたことがきっかけとなって兄弟の溝は次第に深まり、遂には義経の追討を命ずる。しかし内心では非情に徹していたわけではなく、腰越状を読んだ際や義経の訃報を聞いた際は人知れず落涙していた。
- 北条政子：財前直見
頼朝の妻で北条時政の娘。男勝りな性格で出会った当初は頼朝を軟弱な人物と見下していたが、後に相思相愛の仲となり頼朝の妻となる。嫉妬深い面もあり、側室の家を焼き討ちさせた（後妻打ち）こともあった。義経の人間的魅力に危険性を感じ、北条氏の権勢を確立するため義経を除こうと目論む。一方で母、あるいは女性として情を優先する場面もあり、大姫と親しい義高の処刑に反対したり、義経と対面させれば大姫の気が晴れるのではと考えひそかに鎌倉へ入れようと取り計らったり、静が頼朝の面前で義経を慕う舞を披露した際にその心構えを称賛したりした。
- 北条時政：小林稔侍
伊豆の豪族で政子の父。平家から頼朝の監視役を任されている。政子と頼朝の結婚に反対するが、政子の結婚後は頼朝の後ろ盾となって挙兵に協力する。
- 梶原景時：中尾彬
頼朝の家臣。平家方として石橋山の合戦に参戦し、頼朝が洞窟に隠れているのを見つけながらも武士の情けと見逃す。後に頼朝の家臣となって源平合戦に従軍。家臣団一の頭脳派であるがゆえ軍議では義経としばしば対立し、口論になることもあった。頼朝に讒言したことが義経との兄弟仲を悪化させる一因となった。
- 梶原景季：小栗旬
景時の子。父・景時と共に源平合戦に従軍。歳が近いこともあって義経に信頼され、また生真面目な性格ゆえ義経の軽率な行動をたしなめる場面もあった。頼朝が景季や範頼に義経と会ってはならぬと命を下した直後、このことを自ら義経に伝えると同時に「鎌倉殿との間に何がござった?」と尋ねた。
- 源範頼：石原良純
義経・頼朝の異母兄弟で、義朝の子。「蒲殿」の渾名を貰い、義経と共に各地を転戦。義経が戦線から外された際には西国の平家討伐を一任されるが思わしい戦果を挙げられず、頼朝は再び義経を戦場に戻すことになる。その後は九州を制圧、壇ノ浦の戦いでは陸地から義経を援護した。
- 大江広元：松尾貴史
頼朝の家臣。幕府の体制作りに必要な文官として京より呼び寄せられる。朝廷への対応などで頼朝に助言する。「腰越状」の件では義経に書状を託され、頼朝に手渡した。
- 善信：五代高之
俗名は三善康信、頼朝の乳母の甥。流人時代の頼朝に都の情勢を手紙で報告していた。その後は大江広元と共に鎌倉に招聘され政権を補佐する。
- 藤原行政：本多隆
文官。幕府の体制作りの為に招かれた一人で、公文所設立にも携わる。
- 亀の前：松嶋尚美
頼朝の愛妾。妾の存在を知った政子に家を焼き討ちされ頼朝の前から去る。義経主従とも交流があった。
- 比企尼：二木てるみ
頼朝の乳母で義経の正室・萌の母方の祖母。流人時代の頼朝を息子とともに世話する。
- 牧の方：田中美奈子
時政の正室。
- 土佐坊昌俊：六平直政
弁慶とも面識がある僧で、頼朝の命により義経の暗殺を命じられ、堀川の屋敷を夜襲するが捕われて殺される。この一件により、義経は頼朝との仲が修復不可能であることを悟る。
- 和田義盛：高杉亘
初代侍所別当。早くから頼朝の挙兵に参加し、数々の合戦にも随行する。
- 安達盛長：草見潤平
頼朝が流人の頃から付き従っている第一の側近。義経が鎌倉に入れぬまま宗盛や清宗と共に京へ引き返す途中、頼朝の命として宗盛と清宗を直ちに斬首するよう伝えるなど主に取次役を務めた。
- 北条宗時：姫野惠二
政子の兄で時政の子。石橋山で討死。
- 北条義時：木村昇
政子の弟で時政の子。
- 安田義定：真実一路
甲斐源氏。鎌倉方に加勢し、義経と共に平家と戦う。
- 土肥実平：谷本一
- 三浦義澄：小倉馨
- 天野遠景：真夏竜
- 堀親家：徳井優
- 伊豆頼兼：浦山迅
頼政の次男。御家人として鎌倉に仕えていたが、重衡を南都へ護送する役目を受ける。
- 平六時定：西脇礼門
- 大姫：野口真緒
頼朝の娘。人質として共に暮らすこととなった木曽義高とは非常に睦まじかった。義高の処刑後は白痴状態になってしまい、天皇の女御にとの縁談も頑なに断り、生涯独身を通して亡くなった。

#### 木曽方
- 木曽義仲：小澤征悦
源氏の血を引く武将で、義経・頼朝の従兄弟。奥州時代の義経と対面したこともある。源行家から平家追討の書状を受け取ると、平家討伐の兵を挙げて北陸方面から都に向けて進軍、平家を京から追い出す。しかし粗野な人柄が災いし、皇位継承に口出しするなど後白河法皇との関係が悪化、遂には法皇を幽閉する。これにより法皇は頼朝に義仲追討の院宣を発する。宇治川の戦いで義経に敗北、逃亡中に討たれさらし首になった。
- 巴：小池栄子
義仲の愛妾にして、義仲軍最強の荒武者。樋口兼光、今井兼平の妹。自らも鎧を身に付け薙刀をとって戦った。宇治川の戦いに敗れて逃れる途中、義仲に諭されて一行と別れた。後に北陸の農夫に嫁ぎ第二の人生を送り、頼朝に追われる義経と再会した。
- 樋口兼光：堤大二郎
義仲四天王の一人で兼平、巴の兄。
- 今井兼平：古本新之輔
義仲四天王の一人で巴の兄。義仲が討伐された際、自らも自害した。
- 中原兼遠：森下哲夫
信濃の豪族で兼光、兼平、巴の父。源氏同士の争いで父を失った義仲を幼少から養育した。
- 根井行親：市川勉
- 楯親忠：山﨑秀樹
- 木曽義高：富岡涼
義仲の子。頼朝の元に人質に出されていたが、頼朝からは高く評価され「大姫の婿」という待遇を受けるなど、義仲討伐後も鎌倉で不自由なく暮らしていた。しかし一人義仲の件を知らされていなかった大姫が侍女が口を滑らせたのを機に義仲の死を知ったことで、「このままでは義高様も殺される」と早合点した大姫の意により鎌倉から逃亡するが捕えられ、頼朝の命により殺された。

#### その他の源氏方
- 源頼政：丹波哲郎
平治の乱では清盛につき、平氏政権の中で唯一高位にあった。頼朝が髭切だとして清盛に渡した太刀を偽物と見抜く。息子の仲綱が平宗盛から笑い者にされたことなどをきっかけに以仁王を擁して平氏打倒の兵を起こすが、敗死する。
- 新宮十郎義盛→源行家：大杉漣
義経の叔父。他人を煽ることに長け、利己的で腹黒い人物。以仁王挙兵の際には平家討伐の令旨を持って各地の源氏を廻って蜂起を促した。尾張での平氏との戦いに敗れた際に頼朝を頼るが、自分を捨て駒としたことで不満を抱き義仲に味方する。その折に義経を味方に引き入れようとしたが断られた。やがて義仲ともうまくいかなくなり河内で反旗を翻した。義仲の死後は彼の末路を他人事のように語ったため、義経に苦言を呈された。その後、義経が頼朝と対立した際には義経の味方をし、堀川の屋敷が夜討ちを受けた際には駆けつけて加勢した。最後は鎌倉方に捕らえられ、「源氏は頼朝だけのものではない」と言い放ち処刑された。
- 那須宗高：今井翼
源氏方の武将。屋島の戦いで義経から弓術と慎重な姿勢を見込まれ、平氏の軍船に掲げられた扇を射落とす役目を仰せ付けられるも、見事に成功させた。
- 源仲綱：光石研
頼政の子。宗盛から笑い者にされたことに激怒し、父・頼政と共に戦ったが敗れた。

### 平家
- 平清盛：渡哲也
平家の棟梁。平治の乱で源義朝に勝利し、平氏政権を樹立。福原への遷都により海運貿易による富国を志したが、そのやり方には反発も多く、後白河法皇との仲も冷めたものとなっていた。かつて命を助けた頼朝が挙兵し、その討伐に息子たちが手こずる中で熱病に倒れ、死の間際に居合わせた時子や宗盛の前で「我が夢、未だ、叶わず」と遺言を残して亡くなった。清盛の国づくりの構想は「新しき国」として義経に受け継がれた。
- 時子：松坂慶子
清盛の後妻。時忠・建春門院滋子の姉。重盛の継母で宗盛・知盛・建礼門院徳子・重衡の実母。清盛が亡くなった後に、清盛が「頼朝の首を我が墓前に供えよ」と遺言したと一同の前で語り、一族の結束を促した。壇ノ浦の戦いで敗色濃厚となった際には安徳帝とその弟の守貞親王を入れ替えさせ、守貞親王を道連れにして入水自殺した。この時、入水を止めさせるよう叫ぶ義経に向けて微笑んだことが、後に義経に帝の入れ替えを悟らせる要因となった。
- 平重盛：勝村政信
清盛と前妻の子で長男。文武両道且つ温厚な性格で、清盛と院や公卿との間を取り持っていた。子の資盛が殿下乗合事件で恥をかかされると武力でこれに報復し、自分が平家の嫡流であることを強く誇りに思っていることを露わにし、清盛からは「危うさがあるが頼もしい」と大いに喜ばれた。後に病に倒れ、父に先立って病死する。重盛の死とこれに付け込んだ後白河法皇の謀略によって、清盛は「自ら鬼になり申す」と後白河法皇に宣言するほど、過激な手法を用いるようになる。
- 経子：森口瑤子
重盛の後妻。藤原成親の妹。
- 平知盛：森聖矢→阿部寛
清盛の四男で、母は時子。幼少時代は義経とよく遊び、理知的で冷静沈着な面と勇猛果敢な面とを備え持つ武人として描かれている。清盛亡き後は平氏軍の大将として源氏に抵抗。壇ノ浦では義経と船上で一騎討ちを繰り広げるが、最後には敗北を悟り、自分の体に碇を巻きつけて海に身を投じて入水した。義経が西国に落ち延びようとした際には亡霊として現れた。
- 明子：夏川結衣
知盛の妻。
- 平宗盛：伊藤隆大→鶴見辰吾
清盛の三男で、母は時子。清盛が牛若（後の義経）に平氏の子のように接することに不満を持っていた。暗愚で狭量な人物であり、自分が元服した時にはすでに一人前の武士であった異母兄の重盛に対しても器量の差から劣等感を抱いていた。成長後も父に叱責されることがたびたびあり、後白河法皇に接近するようになる。自分は実は法皇の子なのではないかと思いこんだことすらあった。兄・重盛亡き後、清盛の嫡男となり、源氏との戦いの中で時子が清盛の遺言を捏造したことがかえって一門を苦境に追い込んだと苦悩した時には「父上の遺言は、頼朝の首を供えよでは?」と言う一幕もあったが、結局は源氏の勢いを抑えることができず平氏は壇ノ浦の戦いで滅亡。自身も子の清宗と共に入水するが、父子共々に己が死を覚悟しきれていないことを梶原景季に見抜かれて捕縛される。合戦の後には鎌倉に送られ、命乞いをして源氏方の失笑を買う。最期は義経によって刑死。子煩悩で最期の時には清宗の助命を義経に嘆願したり、清宗の安否を尋ねたりしている。
- 徳子→建礼門院徳子：中越典子
清盛の次女で、母は時子。高倉天皇の中宮となり、後に安徳天皇を産んで国母となる。壇ノ浦で入水自殺したが助けられた。後に義経から帝のすり替えを見抜かれるが、義経の温情により見逃され、同じく壇ノ浦から生き残った一門の女性達と共に感謝した。
- 平重衡：岡田慶太→細川茂樹
清盛の五男で、母は時子。清盛の命により南都を焼き討ちし、東大寺大仏殿を全焼させる。一ノ谷の戦いで敗れて源氏に捕われて鎌倉に護送され、頼朝と対面している。この時、東大寺の件について「父に刃向いし者共に攻め込んだまで」と言うが、頼朝はそれが清盛の名誉を汚さぬよう自分が汚名を被るための嘘と見抜き、彼を鎌倉を起点に築こうとしていた「武士の国」に加えようと考えるほどに絶賛した。しかし平氏滅亡後に南都衆徒から引き渡しを要請され、頼朝や政子らが「断ることはできても、最終的には全国の寺社を敵に回し、収拾がつかなくなる」という判断から引き渡された。死を覚悟した重衡は今わの際に妻・輔子と涙の別れをする。
- 輔子：戸田菜穂
重衡の妻。夫が捕虜となり三種の神器との交換の話が出た時には受け入れるよう懇願するが、一門に却下され悲嘆に暮れる。壇ノ浦で生き残った後、処刑直前の重衡と再会し、彼が噛み切った毛髪を形見に受け取り涙ながらに見送った。
- 平維盛：賀集利樹
重盛の嫡男。富士川の戦いで頼朝軍と対峙するが、鳥の羽音を敵の襲撃と勘違いした兵により陣中は混乱。収拾を呼びかけるが結果的に戦うことなく敗走することになる。その後、倶利伽羅峠の戦いでも惨敗、嫡流のみが受け継ぐことができる父祖代々の鎧を没収されて居場所を失い、出家して入水自殺した。
- 平資盛：小泉孝太郎
重盛の子で維盛の弟。壇ノ浦まで一族と共に源氏軍と戦った。
- 能子：山口愛→後藤真希
清盛の娘で母は常盤。義経の異父妹。重盛・宗盛・知盛・徳子・重衡の異母妹。領子にいじめられ「源氏との内通を防ぐ」という目的で炭小屋に閉じ込められたこともある。それでも平家一門についてゆき、屋島の戦いでは扇の的を差し出す役目で異父兄・義経と対峙した。平家滅亡後も一門と生活を共にする。
- 平時忠：大橋吾郎
時子の弟で、建春門院滋子の兄。都の治安維持を担当し厳しい治政を展開した。平氏政権の中で出世を遂げ、「平氏にあらずんば人にあらず」の言葉を残す。平氏が劣勢になると義経に接近しようとした裏切り者で、滅亡後も恥を知らずに生き永らえた。
- 領子：かとうかずこ
時忠の後妻。能子の存在を快く思わず、源氏に内通しているのではないかと疑い壇ノ浦の直前には炭小屋に軟禁している。最期は壇ノ浦で入水自殺。
- 平頼盛：三浦浩一
清盛の異母弟。頼朝を助けた池禅尼の子であることから、頼朝の蜂起後は一門から非難されることもあった。一門の都落ちに際しては同行せず、都に上った義経と対面し、自分の境遇とこれからは鎌倉で頼朝に仕えるとの旨を語った。
- 平清宗：塩顕治→渡邉邦門
宗盛の子。壇ノ浦で父と共に入水するが、捕らえられ助けられた。最期は父とともに刑死。
- 建春門院滋子：中江有里
時子と時忠の妹。後白河法皇の皇后で高倉天皇の母でもある。若くして薨去し、彼女の死によって、法皇と清盛の関係が悪化することになった。
- 池禅尼：南風洋子
清盛の継母で、頼盛の実母。本作では清盛との関係はあまり良好ではないとされている。頼朝が亡くなった子に生き写しだとして清盛に命乞いをし、重盛の進言もあって受け入れられた。
- 平盛国：平野忠彦
清盛の側近。彼の館で幼い牛若丸は清盛や知盛、重衡と触れ合っていた。また、清盛からはその信頼の厚さから、宋の人々を迎える先として館を使われたこともあった。晩年の清盛と酒を片手に昔話を語らった直後、清盛が病に倒れるのを目の当たりにする。
- 大庭景親：伊藤敏八
相模の豪族。平家方として石橋山の戦いで頼朝を破るが、勢力を増した鎌倉方に逆襲されて討たれる。

### 奥州藤原氏
- 藤原秀衡：高橋英樹
奥州藤原氏三代目当主。義経を奥州に迎え入れてからは父親代わりとなり、平氏から義経を引き渡すよう求められた際には断った。義経が奥州を出立する際に佐藤兄弟を家臣として与える。平家滅亡後、頼朝に追われた義経主従をかくまったが、ほどなくして病死した。
- 藤原泰衡：渡辺いっけい
秀衡の子。義経が奥州入りしてからそう経っていない頃、巻き狩りの最中に遭難して義経に救出される。小心者で秀衡の死後、度重なる頼朝からの義経を引き渡せという圧力に耐えかねて、義経を襲わせる。義経の死後、義経の骸に向かって大声をあげて許しを乞うている。
- 藤原国衡：長嶋一茂
秀衡の庶長子で泰衡、忠衡の異母兄。秀衡の正室に跡継ぎの男児が生まれなかった場合に備えて儲けられた子。義経に泰衡の襲撃があることを示唆して姿を消した。
- 藤原忠衡：ユキリョウイチ
秀衡の子で泰衡の弟。義経に好意的で、義経と共に鎌倉方と戦うことを主張するが、義経の暗殺を決意した泰衡に殺された。
- 桔梗：鶴田さやか
秀衡の妻。
- 佐藤元治：加世幸市→大出俊
佐藤兄弟の父。義経の帰還後、息子二人を死なせたことで義経の陳謝を受け、同時に二人の遺髪を受け取った。
- 赤田次郎：小林勝彦
- 照井高道：草野裕
- 金剛別当忠綱：天野勝弘
- 伊賀良目七郎：石田圭祐
- 河辺太郎：坂西良太
- 河田次郎：青山義典
- 関戸弥平：秋間登
忠衡の家臣。忠衡が殺害された事を義経に知らせる。

### 朝廷
- 後白河上皇→後白河法皇：平幹二朗
計算高く腹黒い人物で、権力を掌握するために源平の対立を利用した。また鎌倉幕府を内側から切り崩すために、義経と頼朝の仲に亀裂を生じさせた。一人称は「御（み）」。
平治の乱で勝利した平家が大きな力を持った後も、本心では武士を見下しており、源氏と平家の間で戦が起こってからは「源氏と平家、どちらが勝っても構わぬが、都が焼け野原になるのは勘弁や」と語っている。一方、田舎育ちで粗野な義仲とは対照的に、都育ちで礼儀正しい義経の事は彼の手勢によって助け出されて以来、次第に高く評価し頼りにするようになった。
- 丹後局：夏木マリ
法皇の寵愛を背景に政治にも口を出し、法皇に助言する。以仁王が討たれたとの報が入った折には、慟哭する法皇に対して「何もしなかったからこそ、法皇様は何の責めも負わなくていいのです」と慰めた。
- 平知康：草刈正雄
法皇に仕える近臣。お歯黒をかねつけている。相づちを打つ様に後白河上皇に献策する。鼓の名手で鼓判官とも呼ばれたが、義仲に鼓のことで笑われ、不快そうな表情を見せる場面もあった。
- 以仁王：岡幸二郎
後白河法皇の子。源頼政に擁され挙兵するが、平氏に討伐された。
- 高倉天皇：馬場徹
- 安徳天皇：市川男寅(7代目)
守貞親王として壇ノ浦の戦い後も生き永らえた。祖父である清盛を慕っている。
- 守貞親王：水谷大地
安徳天皇の異母弟。明子に育てられ、平家の都落ちに同行するが‥‥‥。
- 後鳥羽天皇：三俣凱
- 藤原基房：中丸新将
- 任子：楊原京子
基房の娘。
- 藤原成親：森源次郎
鹿ヶ谷の陰謀で捕まった公卿。経子の兄。義弟・重盛の助命嘆願により一度は助命され流罪になるが、後に殺害された。
- 西光：向雲太郎
鹿ヶ谷の陰謀で処刑された。
- 藤原成経：宮内宏道
- 俊寛：村松卓矢
鹿ヶ谷の陰謀で流罪になった。
- 平康頼：内田龍磨

### 京の人々
- お徳：白石加代子
京で組紐屋を営む。古くから清盛とは交流があり、ふらりと清盛の屋敷を訪ねることもあった。本作の語り（ナレーション）を兼任している。
- 朱雀の翁：梅津栄
京の裏社会の実力者。
- 手古奈：上原美佐
政子・時子・頼盛の侍女。
- 五足：北村有起哉
うつぼや喜三太と共に義経と交流。後に清盛の家来として聴力が衰えた彼の「耳」となって情報を収集。清盛が亡くなる直前の命である「庭園を燃やす」ことを実行に移したがその後に殺害された。
- 烏丸：髙橋耕次郎
朱雀の翁の従者。
五足と親しい坊主頭の孤児で義経とも交流。終盤で盲目になり、琵琶を弾いて生きていくと決意した。
- 大日坊春慶：荒川良々
うつぼの兄。
- 十蔵：中西良太 / 熊七：江良潤
吉次の配下。
- 黒漆：大村波彦
平家嫡流の鎧を奪った盗賊。
- 不動：清水宏 / 白鷺：池田鉄洋
義経が説得した盗賊。
- 藤太：小杉幸彦

### その他の人々
- 湛増：原田芳雄
熊野水軍を統轄する熊野別当。弁慶の説得により義経に味方して源氏に勝利をもたらす。
- 渡辺学：瀬野和紀
摂津渡辺党。屋島の戦いに際して義経に水軍を提供する。
- 田口教能：新井康弘
阿波の豪族。伊勢三郎の説得により義経に協力する。
- 近藤親家：水野純一
阿波の豪族。清盛に処刑された西光の子で、四国に上陸した義経に協力する。
- 船所五郎正利：坂部文昭
周防の在庁官人。壇ノ浦の戦いを前に水軍を義経に提供する。
- 富樫泰家：石橋蓮司
落ち延びてきた義経主従を、安宅の関で検問。弁慶の主君思いの行動に共感し、関の通行を許可する。
- 熊坂長範：河原さぶ
- 禅林坊：赤星昇一郎
南都の僧。

## スタッフ
- 原作：宮尾登美子（『宮尾本 平家物語』『義経』より）
- 脚本：金子成人、川上英幸
- 音楽：岩代太郎
- テーマ音楽タイトル：「伝説、そして神話へ」
- テーマ音楽演奏：NHK交響楽団
- テーマ音楽指揮：ウラディーミル・アシュケナージ
- 演奏：東京都交響楽団
- 資料提供：村上元三、国立歴史民俗博物館
- 脚本協力：川上英幸、眞鍋由紀子
- 脚本提供：眞鍋由紀子
- 題字：陳孌君
- タイトル画：宮田雅之[4]
- 語り：白石加代子、柿沼郭（アバンタイトル）
- 時代考証：奥富敬之
- 風俗考証：二木謙一
- 建築考証：平井聖
- 衣装考証：小泉清子
- 芸能考証：橋本裕之、野村万之丞（五世）
- 所作指導：猿若清三郎
- 殺陣武術指導：林邦史朗（本編にも出演）
- 馬術指導：田中光法
- 舞指導：野村万蔵（九世）、小笠原匡、松本幸龍
- 笛指導・和楽器指導：稲葉明徳
- 香指導：岩本砂重子、鈴木宗卓
- 書道指導：望月暁云
- 仏事指導：山田亮匡
- 陰陽道指導：高橋圭也
- 打楽器指導：和田啓
- 独楽指導：上島敏昭
- 琵琶指導：友吉鶴心（本編にも出演）
- 組紐指導：宮本隼史
- 彫刻指導：吉川瑞慶
- 竹細工指導：森谷正春
- 大工指導：守屋今朝登
- 闘鶏指導：西岡貞美
- 京・御所ことば指導：小林由利（本編にも出演）
- 駿河ことば指導：小杉幸彦（本編にも出演）
- 撮影協力：岩手県江刺市（現・奥州市）、群馬県妙義町（現・富岡市）、榛名町（現・高崎市）、沼田市、南牧村、神奈川県三浦市、山梨県富士吉田市、小淵沢町（現・北杜市）、茨城県常陸大宮市、高萩市、水海道市（現・常総市）、京都府京都市、いばらきフィルムコレクション、山形県フィルムコレクション、中尊寺、毛越寺、厳島神社、三十三間堂、東大寺
- 舞楽：東京楽所
- 今様作詞：橋本裕之
- 今様作曲：小笠原匡
- 横笛演奏：福原百七
- 笙演奏：宮田まゆみ
- 副音声解説：佐久田脩
- 制作統括：諏訪部章夫
- 制作：鹿島由晴
- 美術：田中伸和、山口類児、近藤智、日高一平
- 技術：菱木幸司、佐藤博、田中満
- 音響効果：加藤直正、岩崎進、嶋野聡
- 記録：津崎昭子
- 編集：久松伊織
- 撮影：熊木良次、安藤清茂、平野拓也、望月英邦
- 照明：中山鎮雄、根来伴承
- 音声：大塚茂夫、藤井芳保、野原恒典、渡辺暁雄
- 映像技術：高橋佳宏、谷本将弘、田淵秀明、大西康仁、中寺貴史、戸村義男
- 美術進行：松谷尚文、高橋秀樹、窪喜圭、峯岸伸行、日下晶博
- 演出：黛りんたろう、木村隆文、柳川強、一木正恵、大関正隆、大杉太郎（放送日程を参照）

### 義経紀行
- 語り：平野啓子
- ソプラノ独唱：森麻季
- フリューゲルホルン演奏：セルゲイ・ナカリャコフ
- ピアノ演奏：松下奈緒
- 京胡演奏：呉汝俊

## 放送

### 放送日程
- 第1回と最終回は1時間拡大版。
- 第36回は衆議院選挙特番の為地上波7:15 - 8:00の放送。

| 放送回                                                    | 放送日   | 題             | 演出         | 義経紀行                                              |
| --------------------------------------------------------- | -------- | -------------- | ------------ | ----------------------------------------------------- |
| 第01回                                                    | 01月09日 | 運命の子       | 黛りんたろう | 六波羅蜜寺（京都市）                                  |
| 第02回                                                    | 01月16日 | 我が父清盛     | 黛りんたろう | 厳島神社（広島県宮島町）                              |
| 第03回                                                    | 01月23日 | 源氏の御曹司   | 木村隆文     | 鞍馬（京都市）                                        |
| 第04回                                                    | 01月30日 | 鞍馬の遮那王   | 黛りんたろう | 鞍馬寺（京都市）                                      |
| 第05回                                                    | 02月06日 | 五条の大橋     | 黛りんたろう | 五条大橋（京都市）                                    |
| 第06回                                                    | 02月13日 | 我が兄頼朝     | 木村隆文     | 蛭ヶ小島（静岡県韮山町）                              |
| 第07回                                                    | 02月20日 | 夢の都         | 木村隆文     | 寂光院（京都市）                                      |
| 第08回                                                    | 02月27日 | 決別           | 黛りんたろう | 小松谷（京都市）                                      |
| 第09回                                                    | 03月06日 | 義経誕生       | 黛りんたろう | 中尊寺（岩手県平泉町）                                |
| 第10回                                                    | 03月13日 | 父の面影       | 柳川強       | 毛越寺（岩手県平泉町）                                |
| 第11回                                                    | 03月20日 | 嵐の前夜       | 柳川強       | 医王寺、大鳥城跡（福島市）                            |
| 第12回                                                    | 03月27日 | 驕る平家       | 木村隆文     | 徳音寺（長野県日義村）                                |
| 第13回                                                    | 04月03日 | 源氏の決起     | 木村隆文     | 園城寺（滋賀県大津市）                                |
| 第14回                                                    | 04月10日 | さらば奥州     | 黛りんたろう | 平等院（京都府宇治市）                                |
| 第15回                                                    | 04月17日 | 兄と弟         | 黛りんたろう | 対面石（静岡県駿東郡清水町）                          |
| 第16回                                                    | 04月24日 | 試練の時       | 柳川強       | 鶴岡八幡宮（神奈川県鎌倉市）                          |
| 第17回                                                    | 05月01日 | 弁慶の泣き所   | 柳川強       | 能福寺（神戸市兵庫区）                                |
| 第18回                                                    | 05月08日 | 清盛死す       | 木村隆文     | 若一神社（京都市）                                    |
| 第19回                                                    | 05月15日 | 兄へ物申す     | 木村隆文     | 墨俣川古戦場（岐阜県墨俣町）                          |
| 第20回                                                    | 05月22日 | 鎌倉の人質     | 黛りんたろう | 伊豆山神社（静岡県熱海市）                            |
| 第21回                                                    | 05月29日 | いざ出陣       | 黛りんたろう | 倶利伽羅古戦場（富山県小矢部市）                      |
| 第22回                                                    | 06月05日 | 宿命の上洛     | 柳川強       | 石清水八幡宮（京都府八幡市）                          |
| 第23回                                                    | 06月12日 | 九郎と義仲     | 柳川強       | 比叡山延暦寺（滋賀県大津市）                          |
| 第24回                                                    | 06月19日 | 動乱の都       | 木村隆文     | 法住寺陵（京都市東山区）                              |
| 第25回                                                    | 06月26日 | 義仲最期       | 木村隆文     | 義仲寺（滋賀県大津市）                                |
| 第26回                                                    | 07月03日 | 修羅の道へ     | 一木正恵     | 篠山（篠山市）                                        |
| 第27回                                                    | 07月10日 | 一の谷の奇跡   | 黛りんたろう | 須磨浦公園（神戸市須磨区）                            |
| 第28回                                                    | 07月17日 | 頼朝非情なり   | 柳川強       | 清水八幡（狭山市）                                    |
| 第29回                                                    | 07月24日 | 母の遺言       | 黛りんたろう | 牛若丸誕生井碑 胞衣塚（京都市北区）                   |
| 第30回                                                    | 07月31日 | 忍び寄る魔の手 | 大関正隆     | 養寿院（川越市）                                      |
| 第31回                                                    | 08月07日 | 飛べ屋島へ     | 一木正恵     | 逆櫓の松跡の碑（大阪市福島区）                        |
| 第32回                                                    | 08月14日 | 屋島の合戦     | 木村隆文     | 安徳天皇社（香川県高松市）                            |
| 第33回                                                    | 08月21日 | 弁慶走る       | 大関正隆     | 闘鶏神社（和歌山県田辺市）                            |
| 第34回                                                    | 08月28日 | 妹への密書     | 黛りんたろう | 西楽寺（山口県下関市）                                |
| 第35回                                                    | 09月04日 | 決戦・壇ノ浦   | 黛りんたろう | 壇ノ浦古戦場（山口県下関市）                          |
| 第36回                                                    | 09月11日 | 源平無常       | 一木正恵     | 赤間神宮（山口県下関市）                              |
| 第37回                                                    | 09月18日 | 平家最後の秘密 | 木村隆文     | 長楽寺（京都市東山区）                                |
| 第38回                                                    | 09月25日 | 遠き鎌倉       | 大関正隆     | 興福寺（奈良県奈良市）                                |
| 第39回                                                    | 10月02日 | 涙の腰越状     | 黛りんたろう | 満福寺（鎌倉市）                                      |
| 第40回                                                    | 10月09日 | 血の涙         | 一木正恵     | 朝夷奈切通し（鎌倉市）                                |
| 第41回                                                    | 10月16日 | 兄弟絶縁       | 柳川強       | 平宗盛胴塚（滋賀県野洲市） 義経元服池（滋賀県竜王町） |
| 第42回                                                    | 10月23日 | 鎌倉の陰謀     | 柳川強       | 大山祇神社（愛媛県今治市）                            |
| 第43回                                                    | 10月30日 | 堀川夜討       | 大杉太郎     | 若宮八幡宮社（京都市東山区）                          |
| 第44回                                                    | 11月06日 | 静よさらば     | 木村隆文     | 吉水神社（奈良県吉野町）                              |
| 第45回                                                    | 11月13日 | 夢の行く先     | 木村隆文     | 静神社（京都府京丹後市） 神泉苑（京都市）             |
| 第46回                                                    | 11月20日 | しずやしず     | 黛りんたろう | 羽黒神社 静御前の墓（新潟県栃尾市）                   |
| 第47回                                                    | 11月27日 | 安宅の関       | 柳川強       | 安宅の関（石川県小松市） 如意の渡（富山県高岡市）     |
| 第48回                                                    | 12月04日 | 北の王者の死   | 木村隆文     | 須須神社（石川県珠洲市）                              |
| 最終回                                                    | 12月11日 | 新しき国へ     | 黛りんたろう | 義経堂（岩手県平泉町）                                |
| 平均視聴率19.4%（視聴率は関東地区・ビデオリサーチ社調べ） |          |                |              |                                                       |

### 総集編
2005年12月24日、25日に放送。滝沢が義経と邂逅する新撮映像と主従座談会の一部が番組の前後に追加された。
| 放送回 | 放送日   | 放送時間      | 題       |
| ------ | -------- | ------------- | -------- |
| 第1部  | 12月24日 | 19:30 - 20:45 | 義経誕生 |
| 第2部  | 12月25日 | 16:45 - 18:00 | 軍神降臨 |
| 第3部  | 12月25日 | 19:30 - 20:45 | 英雄伝説 |

- 主従座談会（2005年12月16日 21:15 - 21:58 24日 13:05 - 13:48）

## 関連商品

### 書籍
- NHK大河ドラマ・ストーリー 義経 前編 ISBN 978-4-14-923341-3
- NHK大河ドラマ・ストーリー 義経 後編 ISBN 978-4-14-923342-0

### CD
- NHK大河ドラマ「義経」音楽絵巻（オリジナル・サウンド・トラック） - エイベックス株式会社

### DVD
- 義経 完全版 第壱集 - ジェネオンエンタテインメント株式会社
- 義経 完全版 第弐集 - ジェネオンエンタテインメント株式会社
- 義経 総集編 - アミューズソフトエンタテインメント株式会社

## 関連イベント

### 車体広告

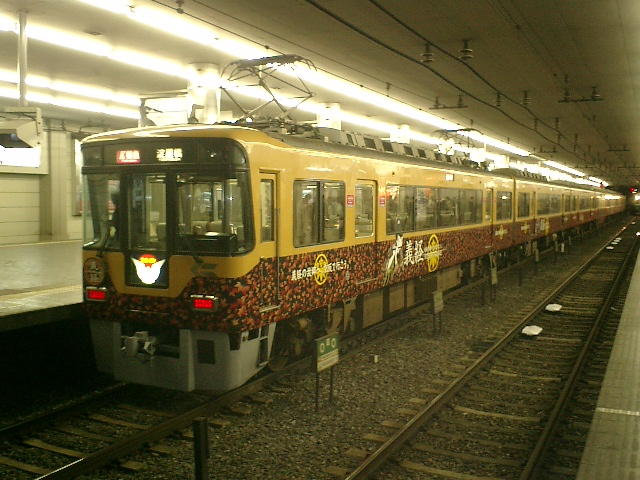
京阪電車 8000系「義経」。

- 京阪電気鉄道 8000系 「義経」（2005年1月 - 11月）「弁慶」「静」（2005年2月 - 12月）
- 山陽電気鉄道 5000系 「源平号」（2005年3月 - 11月）